# Csokor (heraldika)
A csokor a heraldikában strucc- vagy pávatollakból álló köteg, tolltaréj vagy virágkötegekhez hasonló csokor a
sisakon.
Névváltozatok: köteg
cs: kyta

Rövidítések:
A csokrok vagy kötegek elsősorban segédsisakdíszként, néha címerképként fordulnak elő. Tollforgós sisakdíszek a heraldikán kívüli használatban és ábrázolásokon is előfordultak.